# Paratriaenops furculus
Espèce
Synonymes
- Triaenops furcula Trouessart, 1906 (protonyme)

Statut de conservation UICN

 LC  : Préoccupation mineure
Paratriaenops furculus est une espèce de chauves-souris de la famille des Hipposideridae.

## Répartition et habitat

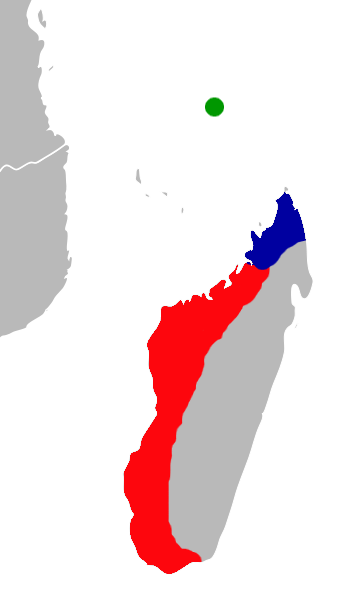
Distribution de l'espèce, en rouge.

Cette espèce est endémique de Madagascar.

## Liste des sous-espèces
L'espèce est décrite sous le protonyme de Triaenops furcula par Édouard Louis Trouessart en 1906, et déplacée pour le genre Paratriaenops en 2009, à la création de celui-ci par Petr Benda et Peter Vallo.